# Vasily Klyukin
Vasily Klyukin (3 de marzo de 1976, Moscú, URSS) es un escultor, arquitecto y ex empresario ruso del sector financiero y del desarrollo.

## Biografía
Vasily Vasilievich Klyukin nació el 3 de marzo de 1976 en Moscú. 
Padre: Vasily Ivanovich Klyukin, escritor, historiador, Doctor en Ciencias Históricas. Madre: Yelena Isakovna Klyukin, editora. 

## Actividad Empresarial
Se graduó en la Facultad de Económicas del gobierno ruso y comenzó su carrera bancaria a la que dedicó muchos años más.
En 2001 se convirtió en cofundador de un pequeño banco, que más tarde pasó a llamarse Sovcombank y se convirtió en uno de los 100 principales bancos de Rusia.
A partir de 2009, Vasily Klyukin se dedicó al desarrollo de promociones inmobiliarias, especialmente a la rehabilitación de edificios y cambiar el propósito de la propiedad.
En 2011, Vasily abandonó por completo la actividad empresarial, se deshizo de sus bienes y decidió dedicar su vida al arte. 

## Caridad
Vasily Klyukin lleva mucho tiempo implicado en la filantropía, apoyando a un gran número de organizaciones, y sus esculturas se venden en subastas benéficas de las fundaciones más importantes, como UNICEF, WWF, Naked Heart, amfAR, la Fundación Leonardo DiCaprio, la Fundación Príncipe Alberto II o la Fundación Andrea Bocelli.

## Recorrido Artístico (Esculturas)

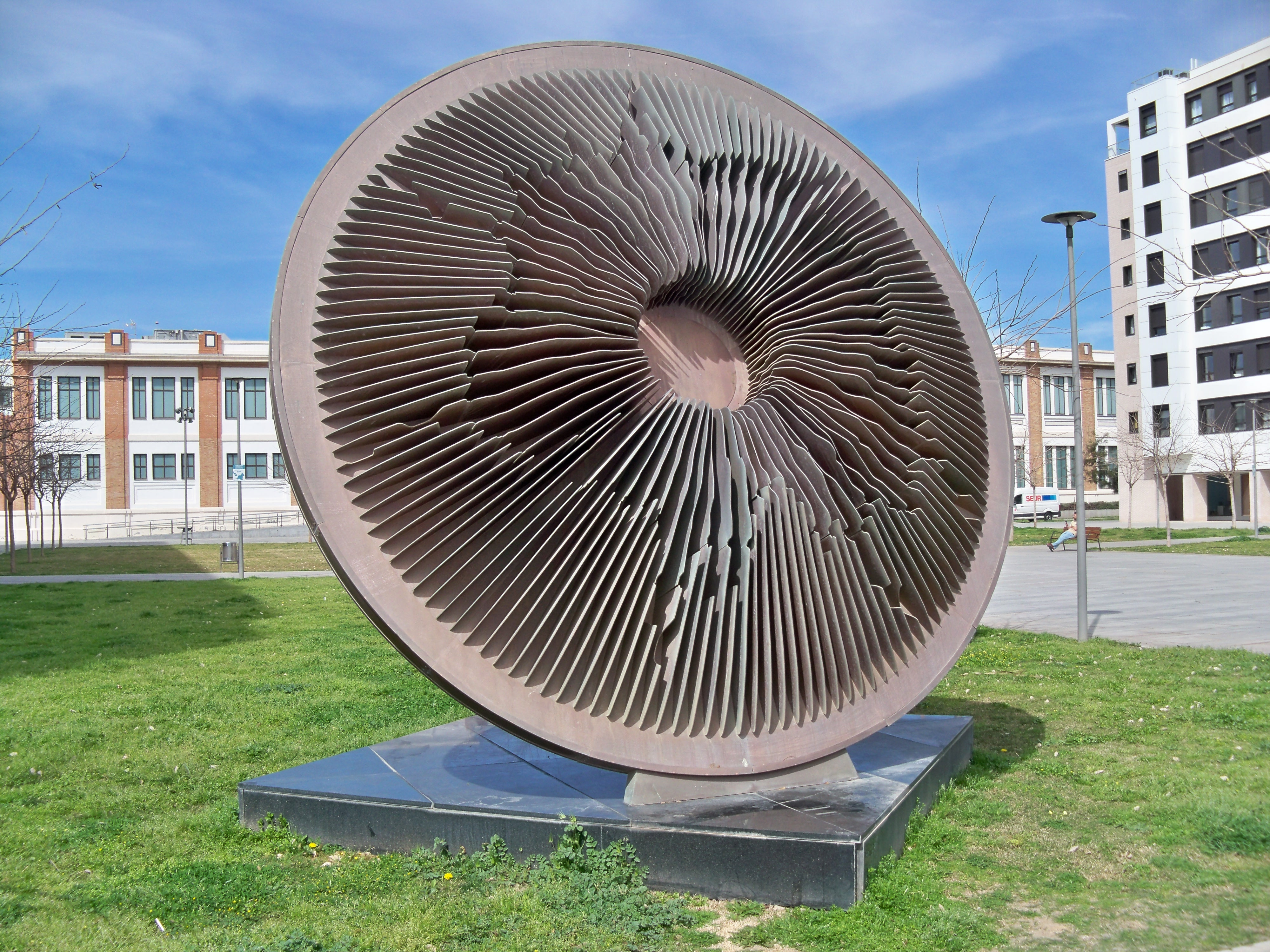
Triunfo del sol, escultura de Vasily Klyukin en Málaga.

Vasily Vasilievich Klyukin encuentra su expresión artística en ámbitos como la arquitectura, la escultura abstracta y la cinética. Trabaja con una técnica propia, en la que las placas de la escultura se ensamblan sin fijaciones ni soldaduras, formando una pieza tridimensional. Este principio es la base de las obras escultóricas de la serie In Dante Veritas, que fueron exhibidas en el patio del castillo Mijailovski del Museo Nacional de Rusia en 2018.
Vasily diseñó la estatuilla de la Madonnina de Oro para la Semana del Diseño de Milán 2017, y en 2021 diseñó el premio para la edición rusa de PEOPLETALK.
Los libros de historia del arte sobre la obra de Klyukin son publicados por revistas de renombre internacional como Skira Editore (Milán); Palace Editions (San Petersburgo); Museo De Arte Moderno (Viena).

## Exposiciones
"In Dante Veritas", Museo Nacional de Rusia, San Petersburgo, Rusia, 2018
"The pulsating heart (Heart of hope)", Burning Man, EE. UU., 2018
"La Collection Air", Lucerna, Suiza, 2018
"Karl Marx Forever", Museo Ruso, San Petersburgo, Rusia, 2019
"Anna Akhmatova. Poetry and Life", Sucursal del Museo Ruso, Málaga, España, 2019
"Authentic Human Bodies. Leonardo da Vinci", Palazzo Zaguri, Venecia, Italia, 2019
"In Dante Veritas", Bienal de Venecia, Italia, 2019
"Why People Can’t Fly", Museo Politécnico, Moscú, Rusia, 2019
"Why People Can’t Fly", Burning Man, EE. UU., 2019
"Why People Can’t Fly", Bienal de Venecia, Italia, 2019
"Art Panorama Inferno", Lucerna, Suiza, 2020
"The Mind Port", Simon Lee Gallery, Londres, 2020
"Civilization. The Island of the Day Before", Kunstforum, Viena, 2021
"In Dante Veritas: 4 Sins", Bad Breisig, Alemania, 2021
"Big Bang" and "Gluttony", Osthaus Museum Hagen, Alemania, 2021
"413", Moscú, Viena, Málaga 2021
"Dante's Mask", Lucerna y Zug, Suiza, 2021